# Striking Distance
Striking Distance (Persecución mortal en España y Zona de impacto en Hispanoamérica) es una película estadounidense de acción y thriller del año 1993 dirigida por Rowdy Herrington y protagonizada por Bruce Willis, Sarah Jessica Parker, Dennis Farina y Tom Sizemore

## Sinopsis
Tom Hardy (Bruce Willis) es un detective que, desde hace años, va tras la pista de un asesino en serie del cual no se conoce su identidad, y quien deja los cuerpos de sus víctimas en el rio. Su hipótesis de que el asesino es un policía le genera enemistades en la institución y el rechazo de su familia, la cual tiene un largo legado de policías, durante cinco generaciones. 
La vida de Tom toma un giro cuando, en la persecución del asesino, tiene un accidente automovilístico, en el que muere su padre, quien también es policía. Su primo Jimmy Detillo (Robert Pastorelli) es considerado sospechoso, pero al considerar que no tiene garantías para demostrar su inocencia, se suicida tirándose de un puente. La inocencia de Jimmy queda comprobada después de su muerte al persistir los asesinatos y los hallazgos de cadáveres en el río. Culpado por la muerte de Jimmy, por parte de su tío, el capitán Nick Detillo, (Dennis Farina), repudiado por su familia, repudiado por toda la institución policial y degradado a patrullero de río, ahora Tom, con la ayuda de su compañera, la Oficial Jo Christman (Sarah Jessica Parker), tiene que buscar al asesino, que le sigue dejando cadáveres en el río para que él los encuentre, mientras se sumerge en el alcohol y en la depresión, debido a la culpa que lo aqueja por la muerte de su padre y su primo.

## Reparto
- Bruce Willis como Thomas "Tom" Hardy.
- Sarah Jessica Parker como Oficial Jo Christman / Det. Emily Harper.
- Dennis Farina como el capitán Nick Detillo.
- Tom Sizemore como Danny Detillo.
- Brion James como Detective Eddie Eiler.
- Robert Pastorelli como Jimmy Detillo.
- Timothy Busfield como Oficial Sacco.
- John Mahoney como el capitán Vincent Hardy.
- Andre Braugher como fiscal de distrito Frank Morris.
- Tom Atkins como el tío Fred.
- Mike Hodge como el capitán Penderman.
- Jodi Long como Kim Lee.
- Roscoe Orman como Sid.
- Robert Gould como Douglas Kesser.
- Gareth Williams como Chick Chicanis.
- Billy Hartung como barco Preppie.
- Timothy Butts como Huck Tuckerman.
- Kurt Russell como hombre del bote (sin acreditar).

## Producción
La filmación de la película empezó el 8 de junio de 1992 y desde un principio el proyecto fue titulado como Three Rivers (Tres Ríos en Español). El rodaje en su mayoría se llevó a cabo en Pittsburgh, Pensilvania, aunque también se usaron algunas locaciones como el salón de justicia 211 West Temple Street en Los Ángeles, California. La película estuvo marcada por la polémica incluso antes de su estreno, se supo que Bruce Willis tuvo muchas diferencias con el equipo de producción, los guionistas y el director Rowdy Herrington y que cambiaba los diálogos repentinamente y en medio de las grabaciones. Toda esta información se filtró públicamente siendo objeto de seguimiento por cuenta de la prensa. El 8 de septiembre culminó la filmación, hasta ese momento el proyecto se seguía titulando Three Rivers, pero tras un preestreno donde recibió muy malas críticas, se volvió a reescribir el guion sobre lo que ya estaba filmado, el equipo de producción junto con los actores filmaron otras escenas y rehicieron otras. Luego se hizo un montaje totalmente distinto al que se había preestrenado dándole a la película un tono más oscuro que la película original, quedando con características de Thriller. Finalmente ese cambio de tono hizo que Columbia Pictures cambiara el título por Striking Distance. Regresar a filmar escenas sobre las que ya estaba en el montaje original hizo que se agudizara la convivencia con Bruce Willis hasta el punto que cuando se estaba promocionando la película el equipo de producción y el resto del elenco manifestaron los malos tratos que recibió el director por parte de Willis. A pesar de todo el director siempre defendió a Willis en las entrevistas que dio. Todos estos contratiempos hicieron que la película no se estrenara para el 21 de mayo de 1993, día que estaba estipulado para su estreno, retrasándose para el 17 de septiembre del mismo año.

## Recepción

### Crítica
La película recibió críticas muy negativas. En Rotten Tomatoes tíene una calificación del 14%. La mayoría de los críticos condenaron algunos aspectos argumentales de la película.

### Taquilla
En su primera semana en las salas estadounidenses cerró con $8'705,808 dólares, que junto a su recaudación total en ese país y el resto del mundo, dio un resultado de $23'798,623 USD. Una cifra tan baja que ni siquiera alcanzó a cubrir el presupuesto de $30'000,000 USD que costó hacer la película.